# Kecila
Kecila is een bestuurslaag in het regentschap Banyumas van de provincie Midden-Java, Indonesië. Kecila telt 5529 inwoners (volkstelling 2010).